# Технология и техника на живописта
Технология на живописните материали изучава вида и свойствата на всеки елемент, от който е изградено едно произведение на живописта, а техника на живописния процес – последователността на отделните етапи и приложението на съответните материали за неговото създаване.

## История на изучаването
Първите сведения за процеса на изследване и изучаване на живописните технологии и техники датират от XVIII – XIX в. и в своя ентусиазъм и стремеж към образованост, стават част от културата на тази епоха. Това е времето на Големите археологически открития – Древен Египет, Месопотамия, Гърция, Рим, както и на постижения в науката, зараждане на индустриалното производство в западната част на Европа. Необходимостта от съхраняване на археологическите паметници и разработването на научни методи за тяхната консервация и реставрация е причина, да се издирват и публикуват всякакви писмени източници, които са свързани с технологията на живописните материали, техниката на живописния процес, иконографията и естетическите аспекти на художественото творчество от най-дълбока древност до наши дни. От средата и втората половина на XIX век тези публикации стават все по-аналитични – към писмените сведения от антични и средновековни трактати и манускрипти, ерминии на зографи, се добавят резултати от проведени физико-химични изследвания на веществени източници, паметници на кавалетната и монументалната живопис от различни епохи.
Към големите музеи и галерии се създават ателиета по консервация и реставрация – през 1919 г. се открива лабораторията на Британския музей, а малко по-късно и в музея на Древното изкуство в Кайро. В художествените училища и академии започва изучаването на предмет свързан с живописните материали и техники – през 1863 г. в Школата за изящни изкуства в Париж е въведена такава дисциплина, в която се изучава елементарна химия свързана с проблемите на живописта и пръв преподавател в нея е Луи Пастьор.
В България изучаването на живописните технологии и техники започва от средата на XX в., като първото по-значимо ръководство е публикуваната през 1949 г. „Технология на изящните изкуства“ на професор Кирил Цонев. За опазване на нашето културно-историческо наследство през 1957 г. е създаден Националният Институт за Паметниците на Културата (НИПК), както и първите лаборатории по консервация и реставрация. В тях се провеждат научни изследвания върху оригинални произведения на античното и средновековно изкуство, за да се проучи технологията и техниката на старата българска живопис. Най-значими резултати в процеса на изследване и документиране са постигнати в периода след 60-те години на XX в., като паралелно с това се проучват и издават писмени източници по технология и техника на старата живопис от античността и средновековието – трактати и манускрипти, ерминии на български зографи. През 1976 г. Асен Василиев издава за пръв път два български ръкописни паметника – ерминии, като особено полезни са съставените речници на термините, които подпомагат понататъшното изучаване на старите ръководства по технология, техника и иконография на българските зографи. През 1983 г. Атанас Шаренков защитава дисертация върху технология и техника на българската Възрожденска икона. Публикува и известни на науката антични и средновековни трактати по технология и техника на живописта. През 1973 г. е създадена катедра Консервация и реставрация в Националната Художествена Академия (НХА).

## История

### Древен Египет
Основен строителен материал в Древен Египет е камъкът. Той е използван не само за изграждане на архитектурни съоръжения и колоси, скулптурни творби с различни размери – от огромни статуи до ювелирна по своя характер пластика, но е послужил и като основа на монументалната живопис. За основа на кавалетни живописни творби древните египтяни използвали дърво, папирус, керамика и платно.
Мазилките, т.е. грундът за стенописните произведения е различен в зависимост от периода, от който датират. Най-ранният тип мазилка се приготвял от глина – глинен разтвор съставен от нилски льос и пясък. Този вид изолиращ слой понякога е комбиниран с други видове мазилка и се среща в почти всички периоди от развитието на древноегипетското изкуство. Типична мазилка в стенописните техники е също гипсовата, разпространени са и мазилките от гипс и креда. Мазилковият грунд е нанасян в тънък и равномерен слой с гладка повърхност, която е била най-подходяща за рисуване с бои. Варта като свързващо вещество в стенната живопис започва да се използва значително по-късно, едва след управлението на Птолемей I (IV – III век пр. Хр.) и е свързано с гръко-римските строителни техники.
Папирусът е най-типична и емблематична дори основа за писане и рисуване в древноегипетската кавалетна живопис. Приготвянето на папируса е описано подробно в съчинението на Плиний. Едва от времето на късните династии започват да се използват по-широко и други видове основи като дървени дъски и особено платно – през Гръцкия и Римския период от историята на Древен Египет.
Отличителна черта на древноегипетската култура е нейната забележителна устойчивост – в продължение на векове, хилядолетия, нищо не се променя във философското и естетическо отношение на египтяните към света и това намира отражение в тяхното изкуство. Палитрата от пигменти например остава все така оскъдна, а живописната техника – еднослойна през всички периоди от нейното развитие. Основните бели пигменти са кредата и гипсът и въпреки липсата на покривни качества, те напълно задоволявали нуждите на живописта. Описанията на оловна бяла, които се срещат в трудовете на Витрувий, Теофраст и Плиний, се отнасят към гръко-римския период и късната епоха от развитието на изкуството. Само два естествени жълти пигмента са „обогатявали“ палитрата на художниците – жълта охра с различни нюанси в зависимост от произхода на глината и аурипигмент, който също се срещал в своето естествено състояние, а не добиван по изкуствен начин. Същото се отнася и за червените пигменти – почти единствения червен пигмент, използван от древните египтяни, е червена охра, който също е добиван от естествени находища, а не получаван изкуствено чрез изпичане на жълта охра. През античния гръко-римски период дори червената египетска охра е била изнасяна за други страни и употребявана широко. От палитрата на сините пигменти е използван минералът азурит, който е бил стриван на прах и син фрит или „египетска синя“. Той е получаван изкуствено чрез стопяване на пясък с медно съединение, калциев карбонат и сода. През гръцкия и римския период, освен за боядисване на тъкани, в кавалетната живопис навлизат някои естествени багрила, като индиго, сърпец и вайда, които са химически неустойчиви и трудно се идентифицират върху произведенията на живописта. Наборът от зелени пигменти включва също стрити на прах минерали – малахит, хризокола (синьо-зелен минерален пигмент), изкуствено получен фрит като медно-силициево съединение или смесвали жълт и син пигмент, например охра и син фрит. Кафявите пигменти също са естествени глини от типа на охрата, понякога са използвани смеси от червена охра и черен пигмент или чрез последователно нанасяне на двата пигмента в тънки слоеве, при което те физически или оптически се смесват. Единственият черен минерален пигмент е стрита на прах черна манганова руда (пиролузит), всички останали са получавани чрез овъгляване на различни продукти, сажди. Сивите нюанси се получавали чрез смесване в различни съотношения на черен пигмент с гипс или креда.
Според вида на използвания свързвател, живописната техника в Древен Египет е била лепилна. Въпреки че египтяните са познавали и извличали растителни масла, няма данни, те да са ги използвани в живописта. В зависимост от произхода им, свързвателите в древноегипетската живопис могат да се разделят на три групи – от растителен, животински произход и неорганични свързватели. Най-широко разпространени свързватели от растителен произход са били растителните гуми (гуми арабика), брашнените лепила. Брашнените лепила се получавали чрез изваряване на разтвора от пшенично брашно и вода – според Плиний такива лепила са били използвани при производството на папируса. Няма сведения смолите да са използвани като свързващи вещества – с тях са били покривани нарисуваните стенописи или използвани в техниката на мозайката за слепяване на мозаичните кубчета, като за целта са били допълнително оцветявани. Използвани са били гуми-смолите (най-известна от които била гуми-мира).
Изключително широко в живописната техника и технология намирали приложение свързватели от типа на туткалените лепила, които се получавали чрез изваряване на кости и кожи на животни и изпаряване на водата в процеса на варене до получаване на концентриран разтвор. Освен като свързвател на пигментите, тези лепила влизали в състава на грундове за живопис върху дървена дъска, както и за залепване на златни листчета върху повърхността – техники, които преминали успешно във всички следващи епохи от историята на живописта. За приложението на яйчна емулсия в древноегипетската живопис няма точни данни, предполага се, че е използван само яйчният белтък. Пчелният восък е използван, както в качеството на свързвател за пигментите, така и за покриване на завършената живопис, като за покритие по-късно към него са добавяни растителни масла. Гипсът и глината са единствените неорганични свързватели, които намирали приложение освен като съставка в строителните разтвори, или като тънки мазилки върху повърхността на архитектурни съоръжения.
Използването на лакове в древноегипетската живопис е констатирано, както върху рисунки и стенописи, така и за произведения на кавалетната живопис, но техният състав не е установен. Понеже не разполагали с разтворители на смолите, най-вероятно те са били нанасяни във вид на балсам или т.нар. олео-смоли, които били почти безцветни. Използването на лак в древноегипетската живопис се прекратява в епохата на Птолемеите (т.е. след 323 г. пр. Хр.).
Мастилата за писане се отнасят към материалите, които косвено са свързани с живописта. Получавали са ги чрез смесване на черен пигмент или червена египетска охра с воден разтвор на растителни гуми, след което били изсушавани, подобно на съвременните акварели. Този метод за получаване на мастила не се е променил в продължение на 5000 години, подобни рецепти присъстват в почти всички ръководства по технология и техника на живописта – в съчиненията на антични автори, в средновековни манускрипти и в ренесансовата култура, в по-късни трактати, както и в ерминиите на български зографи и в руските „подлинници“. За писане използвали камъш, а през гръко-римския период и тръстиката за писане, която заостряли като надлъжно острие. Четките за рисуване са били от растителни влакна – или събрани във вид на снопче, или като изчуквали долния край на влакнесто дърво, докато се отделят от него нишките.
Живописните материали и техники често са били комбинирани с метали, като традициите за тяхното получаване, обработка и приложение в живописта е еднакво важно, затова не може да не се отбележи значението им в цялата живописна традиция, която преминава в по-късните епохи, в средновековното изкуство и периодично преживява своя „ренесанс“ не само като връзка с традициите, но и в някои творчески школи и направления. Най-широко в древноегипетското изкуство са били използвани златото, среброто, медта, оловото и калая. Освен това египтяните са разполагали и с три метални сплави – бронз, електрон (получаван от злато и сребро, наричан още „асем“ или „азем“) и месинг (сплав от мед и цинк, получавана по време на късните династии, близки до н.е.). Много широко египтяните са използвали златото, като го залепяли върху различни повърхности във вид на тънки листчета. Най-често върху дървени дъски и грунд с лепилен свързвател, като за залепването му е било използвано същото лепило. Злато е полагано не само върху дърво, но и върху друг вид метал, например сребро, мед и др. Понякога върху повърхността му са били нанасяни тънки цветни велатури, получени чрез добавка и нагряване на железни съединения, каквито са розовите тънки слоеве върху златни предмети от XVIII- и XIX династии. В обработката на сребро, мед и други метали, древните египтяни също владеели различни техники, например оцветяване на среброто като го сплавяли с една част кипърска мед и една част препечена сяра, или методът за неговото потъмняване, като го натривали с жълтък от добре сварено яйце. Приготвянето на черна спав, наречена „ниело“ и полагането и с декоративна цел върху сребро или злато, е техника позната още от времето на XVIII династия. Полагането на сребро във вид на тънки листчета върху различни повърхности също датира от времето на ранните династии – IV династия, т.е. 2900 – 2750 г. пр. Хр. Сплав с бледо-жълт цвят от злато и сребро, която египтяните наричали „асем“ („азем“), съществувала и в естествен вид, от нея изготвяли най-висококачествени ювелирни изделия, които са били устойчиви на триене и износване още през раннодинастическия период, т.е. 5000 – 3400 г. пр. Хр. Бронзът в Египет е получаван и използван от епохата на Средното царство (2160 – 1788 г. пр. Хр.), предполага се под влияние на Западна Азия, откъдето е била възприета техниката, известна по-рано там.
От най-дълбока древност египтяните са владеели до съвършенство украсата на керамични съдове (4000 г. пр. Хр.), покриването им със стъкловидна маса със синьо-зелен цвят, като от същия емайловиден материал изработвали ювелирни украшения или имитации на скъпоценни камъни. Неделима част от изкуството на Древен Египет е обработката и използването на скъпоценни и полускъпоценни камъни – ахат, сердолик, халцедон, калцит, аметист, берил, корали, шпат, гранат, хематит (гагат), нефрит, лазурит, малахит, оникс, хризолит, бисери, планински кристал, тюркоаз, сардоникс, сард. Някои от тях са били известни още в Додинастическия период, като почти всички или повечето от тях са били получавани на територията на Египет. Наред с тях при изработката на украшения и накити, браслети и инкрустации, са били използвани изкопаеми смоли като кехлибар и още няколко смоли, които днес трудно се идентифицират. Много от старите традиции в получаването, обработката и приложението на скъпоценни камъни и метали продължават да съществуват и тогава, когато Великата епоха на Фараоните отдавна е отминала, традициите на древноегипетското изкуство преминават в следващите култури, които ги съхраняват, развиват и обогатяват. Може би приемствеността, която съществува в хилядолетното развитие на една Цивилизация, може да се наблюдава и в други култури, но никоя от тях не превъзхожда тази на Древен Египет, затова в литературата Вечността често е сравнявана с Пирамидите.

### Античност
Епохата на гръко-римската цивилизация обхваща времето на крито-микенската култура (III – II хил. пр. Хр.), елинизма (втората половина на IV век пр.н.е. до средата на I век пр. Хр.) до падането на Римската империя. Най-голямо значение за проучването на живописните технологии и техники от този период имат трудовете на Теофраст („За камъните“ и отчасти „За растенията“ – от IV – III век пр. Хр.), Витрувий („Десет книги за архитектурата“ – I век пр. Хр.), Плиний Секунд („Естествена история“ – I в.), Диоскурид („За медицината“ – I-II в.), още няколко, както и многобройните запазени до наши дни паметници на архитектурата, живописта и приложните изкуства.
Основен строителен материал в архитектурата от тази епоха са били камъкът, непечената тухла (кирпич), по-късно (315 г. пр. Хр. – 476 г.) и печената тухла, дърво.
Най-ранен тип основи за монументална живопис са каменни стени и от неизпечен кирпич със стабилизиращи устройства от дървени греди (сатрачи), датиращи от времето на крито-микенската цивилизация. В качеството на свързващ разтвор, освен глина, са използвани още гипс и гасена вар, добивани от естествени находища от района на Кипър, Финикия, Сирия, Епир, Тесалия (според Теофраст). Гипсът, получаван от тези находища, е бил изпичан в пещи, смесван с вода и разбъркван с дървени бъркалки, а използването му като свързващ разтвор е ставало веднага след това. Варта също е била използвана още от крито-микенския период, но до началото на римската епоха единствено за направа на облицовки и за мазилки. Употребявала се е и самостоятелно, но по-често с добавки – пълнители, като пясък, мраморен прах, керамични изделия стрити на прах, пуцоланови земи (вулканичен туф, пемза и др.).
Като основа за живопис, освен стени и мазилки, са служели и различни по големина дървени дъски, които за по-големи по размер произведения, те са били съединявани с туткалени лепила в плотове с различна дебелина. При някои дървесни видове, като ливански кедър, на който са били нарисувани портретите от оазиса Фаюм, дебелината на дъските е малка – от 0,3 см до 1 – 1,5 см.
Папирусът като основа за писане и рисуване е използван широко и през античния период, по-малко приложение са имали други видове основи като платно, животинска кожа, пергамент и кост – обикновено за кавалетни произведения, миниатюри, предмети с битов характер.
Палитрата на античните художници е била значително по-разнообразна от тази на древноегипетските, което научаваме освен от писмените източници, и в резултат на проведените физико-химични изследвания на паметниците от тази епоха. Най-употребяваният бял пигмент са били различни видове креда, отличаващи се по своите качества в зависимост от произхода. Има сведения оловната бяла да е била позната, както и методът за нейното получаване от метално олово и оцетни изпарения, но употребата и е била ограничена и тя почти не намирала приложение в живописта, а главно в козметиката и за битови потребности.
Основен жълт пигмент и през тази епоха е била охрата – естествена оцветена от окиси и хидроокиси на желязото земна глина, както и аурипигментът, известен още с наименованието „арсеникон“, „ареникон“, но античните художници добре са познавали неговата неустойчивост на действието на варта, затова не е използван от тях при рисуване върху варова мазилка. Пигмент със слабо интензивен жълт цвят, който е бил получаван при нагряване на оловна бяла – оловна глеч или масикот, наричан „сандарак“, още няколко багрила, например шафранът, използван за покриване на по-слабо интензивни пигменти в стенописите изчерпват наборът от жълти пигменти, използвани от художниците от това време.
Червените пигменти също имат в повечето случаи естествен произход – червени охри или червени железноокисни пигменти като „помпеанска червена“. Голяма част от тях са получавани по изкуствен път чрез изпичане на охри или оловна бяла при по-висока температура до превръщането и в миниум. Естествен цинобър или „киновар“, описан в трудовете на Плиний и Теофраст, е бил добиван в сребърните и оловни рудници на Колхида (днешна Грузия), Иберия (дн. Испания), Етиопия и др. Въпреки че Теофраст описва изкуственото му получаване чрез изпичане, вероятно това описание се отнася за пигмента миниум, защото за пръв път цинобърът е изкуствено получен едва през Средновековието. Пурпур – червени багрила получавани от охлюви, растения като корените на брош или от насекоми („кермес“), обикновено са били използвани като покрития върху по-слабо интензивни червени пигменти. Драконова кръв – червено багрило описано от Плиний, което е било донасяно от Индия (добивано от растение Dracaena Draco – Драконово дърво), намира приложение в живописта и през следващите епохи.
Зелените пигменти, поради своя оскъден брой, също са били допълвани често с разнообразие от растителни багрила. Зелена земя – слабо интензивна естествена зелена глина, хрисокола – меден силикат или медно съединение, което Плиний описва като „лепило за злато“, от където идва и името му, а Витрувий – като скъп пигмент, според Теофраст добиван в медните рудници (според Плиний в сребърните и оловните) и единственият изкуствен пигмент от групата на зелените пигменти – медна зелена, чието получаване от изложени на въздействието на оцетни изпарения метални медни стружки, е описано в почти всички старинни трактати от тази епоха и по-късно през средновековните, включително и в ерминиите на нашите зографи. Малахитовата зелена – естествен скъп пигмент, добиван в медните рудници и използван още от древноегипетските художници, полускъпоценен камък, допълва материалната красота на античната палитра.
Сините пигменти също не са били особено много на брой, рядко притежават ярка интензивност на цвета и, както при останалите групи пигменти, за по-голям „разкош“ често към тях във вид на покривни слоеве, са били добавяни багрила като индиго, сърпец, вайда. Основни сини минерални пигменти са лапис-лазури или лазурит (полускъпоценен камък, който в зависимост от степента на стриване дава няколко различни оттенъка на цвета), азурит – естествен син пигмент чийто състав е сходен с този на малахита, син фрит или „египетска синя“ (по сведения на Витрувий).
Кафявите пигменти в палитрата на античните художници са били получавани чрез изпичане на охра, черните – при овъгляване на органични продукти, а освен различните видове „въглена черна“, съществува описанието на естествена черна земя (пиролузит), която се споменава не само в ръкописни източници, но е идентифицирана и при направените химични изследвания на антични паметници.
За направа на мастила за писане обикновено е използвана черна от сажди, като в зависимост от приложението ѝ,-за писане или за рисуване, в първия случай е била смесвана с растителни гуми, а във втория с животински лепила.
Свързващите вещества имат определяща роля за характера и вида на живописната техника, която през античната епоха не е била особено сложна или разнообразна, тъй като художниците разполагали с ограничен диапазон от свързватели. Най-голямо приложение отново имат лепилата от животински произход (кожено, от мехур на риба, пчелен восък, яйце), растителните гуми и лепилата от брашно.
Пчелният восък е в основата на най-популярната живописна техника през Античността – енкаустика. Плиний описва получаването на т.нар. „пунически восък“ чрез изваряване със сода и многократно избелване на слънце, в резултат на което полученият восък имал по-бял цвят и по-висока точка на кипене. В живописната техника наречена енкаустика, той е бил използван с добавка на смоли, масла, балсами. Освен като свързвател на боите, восъкът е използван за покриване на стенописи в тънък слой (Витрувий нарича този състав „ганозис“, той е открит и при химични анализи на стенописи от Помпей).
Останалите свързватели – туткалени и брашнени лепила, са имали по-ограничено приложение в античната живопис. Растителните масла също са били използвани единствено като добавка към восъка, както и смолите.
Поради не многобройните запазени паметници на монументалната и кавалетната живопис от тази епоха, единствено описанието на Витрувий дава по-достоверна информация за вида и начина на изпълнение на живописната техника. Подготовката на стената започвала с нанасянето на няколко плътни слоя мазилка, в чийто състав към варовия разтвор се добавя пълнител, съставен от мраморен пясък или прах, обикновен пясък и пуцолан, като всички съставки без изключение имат неорганичен характер. Нанасяни са били минимум по седем-осем слоя с различна дебелина – първоначално три слоя от вар смесена с пясък, последвани от няколко слоя вар с мраморен пясък или мраморно брашно. Получавал се е достатъчно дебел многопластов слой мазилка, чието най-важно предимство е било по-продължителното задържане на влага, което позволявало на художниците да работят по-дълго време върху мокра мазилка в класическата стенописна техника „ал фреско“. На това се дължи забележителната устойчивост на монументалната живопис от това време, оцеляла до наши дни без да изгуби и частица от своята виртуозност, а стенописите изглеждат така, като че ли са били нарисувани вчера.
Една позната от древността декоративна техника, още от времето на Древноегипетската цивилизация и изкуството на Двуречието, през античната епоха бележи своя разцвет – техниката на мозайката.
Още през класическата епоха разпространение получава мозаичната техника наречена „opus barbaricum“ – подреждане на необработени камъчета и парчета керамика в геометрични и флорални мотиви. По-късно техниката се усъвършенства и усложнява в съответствие с по-сложната композиционна схема на декоративна украса, но предимно като подова мозайка – използваните каменни кубчета предварително се обработвали, имали по-малки размери и били свързвани върху варов разтвор. Тази мозайка носи названието „opus tesalatum“ от „tessera“ – „кубче“). Най-представителна по своя характер и „още едно по-високо стъпало“ в развитието е мозаичната техника „opus vermiculatum“ от „vermis“ – „червей“. Камъчетата са били изрязвани в още по-малки размери, в различни форми, което позволявало създаването на цветни картини, предназначени обикновено да украсяват централни медальони в подовите мозайки и стените.
От IV век пр. Хр. паралелно с тези, започва изпълнението на още една, наричана „opus sectile“, в която мозаечни фигурки с различна форма се инкрустират върху стените или подове във вид на пана украсени с орнаменти или фигури, за изработване на рамки и бордюри – сравнително непопулярна за времето си, но по-късно значението и през епохата на Римската империя и Византия нараства значително и става водеща в изкуството на ранното Средновековие поради своята абстрактност и условност на художествената стилистика, пределната декоративност, към която е ориентирано изкуството от раннохристиянската епоха.

### Средновековие
От 330 г. започва един нов период в развитието на европейската цивилизация, който е свързан с официалното утвърждаване на нова религия – християнството. Основна става идеята за аскетизма, Църквата налага „монопол“ върху нравственото възпитание и образованието и решително налага нови принципи и норми в изобразителното изкуство. Изкуството се превръща в „инструмент“ за пропагандиране на новите идеи, цялата художествена култура е подчинена на християнската религия и това се превръща в основна нейна функция. Тази особеност се открива във всички писмени паметници от епохата – трактати и манускрипти по техника и технология на живописта.
Типична особеност е многообразието от наставления и рецепти, които понякога нямат нищо общо с живописта, а засягат „различните изкуства“. Нерядко практическият опит се смесва с алхимичните познания.
Появата на алхимията започва от Древен Египет, където са били познати и пазени от жреците в тайна химичните процеси за обработка на металите, получаването на бои, на медицински и козметични препарати, боядисването на тъкани и оцветяването на различни материи. След като войската на Александър Велики завладява Египет (IV век пр. Хр.), много от „тайните науки“ на египетските династии станали достъпни за македонците – на базата на натрупания практически опит и философските учения на древните гърци, се създали основните алхимични понятия.
Учението на Аристотел за „взаимното превръщане“ („трансмутацията“)става теоретична основа на средновековната алхимична псевдонаука за възможността да се осъществи превръщане на неблагородните метали в благородни.
Първоначално химичните познания са имали чисто практическа насоченост – получаване на изкуствени пигменти, стъкла, глазури, метали, сплави, порцелан, боядисване на тъкани и пр. Постепенно, както в алхимичните трактати, така и отчасти в средновековните манускрипти по технология и техника на живописта, практическите напътствия се смесват не само с философските представи, но и с магията. Астрономията и математиката, както и мистичната роля на числата във формулите и рецептурниците „дообогатяват“ натрупаните знания и опит, за което след VII в. допринасяли и арабите, които завладели египетските земи. Те са имали важна роля със своите знания за развитието на медицината и фармацевтиката, изкуството, пренасяйки на европейския континент всичко познато на древноегипетските жреци, гърци и римляни, както и своите научни познания.
Най-важният принос на средновековната алхимия за живописта е в откриването на нови изкуствени пигменти (цинобър, медна зелена, капут мортуум), цветни стъкла и смалт, екстрахирането на багрила от растителни и животински продукти, а също така обогатяване на процеса на обработка на металите, получаването на минерални киселини (сярна през XI в., азотна), на воден разтвор на амоняк, откриване на принципите на дестилация и получаването на чист спирт, приложението на амалгамата за покрития с благородни метали, усъвършенстването на техниката за оцветяване на различни материали и пр.
Живописните материали през Средновековието могат да се разделят в няколко групи: основи, пигменти и багрила, свързващи вещества, метали, разтворители и разредители, смоли и балсами, допълнителни вещества.
В стенописните техники най-разпространеният вид основи са от неорганичен произход – каменни, тухлени и комбинирани. В кавалетната живопис – дървените дъски, по-ограничено приложение имат пергамент, хартията, която се появява по-късно, основите от платно, метали и кост.
Строителната дейност в западната част на Европа за известен период намаляла, особено след падането на Римската империя, докато на изток във Византия отбелязала подем с изграждането на новата столица на Източната римска империя – Константинопол. За новите архитектурни съоръжения продължавали да се използват традиционните материали и строителни техники – камък, печени и непечени тухли, дърво, а в качеството на свързващо вещество – строителни разтвори приготвени от вар, пясък и хидратни добавки. В готическата архитектура от XII – XIV в.като основен строителен материал се използвал камъкът, а за свързвател – вар и гипс.
Мазилките, които нанасяли върху стените, били разнообразни, както по своя състав, така и по своята многослойност през различните периоди. Докато в епохата на Ранното Средновековие, те са били по-близки до римските строителни традиции, по-късно, особено на Изток във Византия, те променили не само своя състав, но и начина на полагане на отделните слоеве. Към неорганичния пълнител се добавял органичен – растителни и животински влакна, а слоевете мазилка рядко са били повече от два-три. В западноевропейската архитектура имало известно връщане към античните „корени“, но на Изток процесите се оказват необратими.
Най-голяма промяна обаче настъпила във вида на живописната техника – след XII в. класическата фрескова техника отстъпила на яйчната темпера, която отдавна е завладяла кавалетната живопис, но постепенно се налага и при украсата на култовите архитектурни интериори. Нейната специфика не налага използването на многослойни мазилкови грундове, тъй като се работи върху изсъхнала мазилка.
Най-разпространената основа за средновековна кавалетна живопис е била дървената дъска. За по-големи по формат произведения са изготвяли дървени плоскости от слепени помежду си дъски, които откъм гърба са били допълнително закрепени със стабилизиращи елементи. Върху лицевата повърхност имали понякога релефна декоративна украса, а цялата повърхност, която е оставала непокрита с боя, е била позлатявана или посребрявана.
Значително по-рядко средновековните художници са използвали ленено или конопено платно като основа за живопис. Един от най-ранните примери е картината на Ботичели „Раждането на Венера“ (XV в.). Основното им приложение е било за рисуването на хоругви, църковни знамена, балдахини, покривала за турнирите, но и в качеството им на допълнително стабилизиращо покритие на дървената основа те са били залепвани върху дъската с туткалени лепила, след което е нанасян лепилният грунд.
За разлика от античния свитък, средновековната книга се превръща в пергаментов кодекс. Като основа за миниатюрната живопис се появила съвършено нов вид основа – пергаментът. Той е бил приготвян от кожи на животни – овчи, кози, свински, а след IX в. и от телешки (pergamentum vitulinum), получаван първо в Северна Европа. Кожите се промивали, поставяли в съдове с луга (понякога с вар, поташ или стипца). След това се изваждали, изсушавали и натривали с креда за отстраняване на останалата мазнина. След това са били изстъргвани със специален нож, наричан „lunellarium“, с извито острие, и са били изстъргвани с пемза.
При писане върху пергамента предварително са били начертавани линии със специален инструмент с острие – „пункторий“. От средата на XI в. миниатюристите използвали цветни линийки, а през XIII в. – от мастило. Като инструмент за писане в първите векове на ранното Средновековие е използван „калам“, а след V в. във Византия се появило подостреното птиче перо (в Западна Европа едва в VII – XIX в.).
Хартията като основа за миниатюрна живопис се появила значително по-късно. Производството и постепенно изместило приложението на пергамента като основа за писане и рисуване след XII в., а през епохата на Ренесанса го заменило изцяло.
Костта и седефът са по-малко използвани като основа за живопис – обикновено са били украсявани с миниатюрна резба и оцветявани.
За пигментите и багрилата, използвани от средновековните художници, има достатъчно изчерпателни сведения в трактатите и получените резултати от направените физико-химични изследвания.
Рецепти за получаване на оловна бяла има във всички средновековни ръководства по технология на живописта, тя е била основният бял пигмент в палитрата на художниците от тази епоха. Гипсът е бил вторият по значение бял пигмент, но почти изцяло като пълнител на грундовете за кавалетна живопис и в строителната техника. Освен тях е използвана креда, бяла глина, бяла земя, а в стенописните техники – стрит на прах бял мрамор, бяла гасена вар, черупки от яйца.
Както и в предишните епохи, най-използваният жълт пигмент в кавалетната и монументалната живопис е била охрата, по-малко аурипигментът, оловната глеч, естествените жълти земи и багрила от органичен произход – шафран (Crocus sativa), от зърнастеца (Ramnus), алое(Aloe spocata), гръцки орех, от млад фустик (Rhus cotinus), от тревистото растение „змийско мляко“(Chelidonia), кората на ябълково дърво и по-рядко на волска жлъчка.
Една част от червените пигменти са били естествени железноокисни съединения, а други получавани изкуствено. Синопия е общо наименование на използваните и в предишни епохи червени железноокисни натурални минерални пигменти, червени охри и земи. До VIII в. е използван само естествен цинобър, след това започнал да се получава по изкуствен начин. Като скъп пигмент е бил често фалшифициран с миниум. Миниум, получен при изпичане на оловна бяла, е бил отдавна познат на художниците. През Средновековието е бил използван много от миниатюристите, затова и техните произведения са били наречени „миниатюри“ („miniare“ – „работя с миниум“). Реалгар – също познат от предишните векове, е наричан още червен аурипигмент, защото също съдържа арсен и сяра. Червените багрила, които през Средновековието са били използвани и в живописта, са кермесът, извличан като екстракт от насекомо (Cocus ilicus), бразилско дърво (верзино – „вардзия“ в българските ерминии), драконова кръв, екстракти от бръшлян, брош, кошенил.
Ограничен е бил броят на зелените и сини пигменти и през тази епоха. От зелените това са зелена земя, малахит, медна зелена, а в ръководствата на българските зографи се споменават и растителни багрила.
Два от сините пигмента са били особено ценни и скъпи в живописта – естественият минерал лапис-лазури (лазурит) и азуритът. По-малко значение са имали изкуствено получените сини пигменти, както и багрила, използвани в живописта.
От кафявите пигменти обикновено приложение са имали по-тъмните нюанси на охрата, пигментни смеси от червен и черен пигмент (умбрата започнала да се използва едва след XV в.).
Традиционни остават по своя характер и черните пигменти – получени по изкуствен начин чрез овъгляване на различни продукти. За приготвяне на мастила е била използвана черна от сажди, получени при изгаряне на масла.
Свързващите вещества са били, както и по-рано, лепила от растителен и животински произход. Растителните – преди всичко растителни гуми (гуми-арабика, гуми-траганта, вишнева, черешова, бадемова гуми), лепила от брашна или семена на житни култури, чеснов сок, растителни масла (ленено, орехово, конопено и маково), от животински произход – лепила получавани при изваряване на кожи, остатъци от обработката на пергамент, плавателния мехур и кости на едри риби, жълтък и белтък от яйце, лепило от извара (наричано днес казеиново), пчелен восък. Като продължение на античните традиции, византийските икони от периода на Ранното Средновековие са били рисувани с восъчни бои.
Варта и в малка степен гипсът, са единствените неорганични свързватели, използвани в средновековната живопис, най-вече в монументалната.
Основните свързващи вещества в кавалетните техники са били жълтъкът и белтъкът от яйце, растителните гуми. Лепилата от житни култури са намирали приложение като свързвател за сини пигменти и в стенописта. Сокът от чеснов лук е имал специфично приложение при залепването на златни листчета и рисуването със златна боя върху отделни детайли на изображението. Животинските лепила участвали в състава на грундове за кавалетната живопис, а жълтъкът от яйце – като основен свързвател на пигментите в боята. Лепило от извара (казеин)се получавало при смесването на извара с негасена вар – полученото лепливо вещество със сив оттенък и доловима миризма на амоняк, освен в стенописните техники, намирало приложение и за слепване на дъски за църковни олтари.
В средновековните трактати сведенията за техниката на монументалната, кавалетната и миниатюрната живопис, са по-малко по обем.
Най-разпространените монументални техники през Средновековието са били свързани с рисуването върху влажна и суха мазилка, или комбиниране на двете техники, с мозайката, а в страните от Западна Европа – с изкуството на витража.
Комбинираната стенописна техника е типична за византийската живопис – стенописите от XI – XII в. и по-късно се завършват с яйчна темпера върху изсъхнала стена (XII – XIV в.). Този комбиниран начин е бил характерен и за западноевропейската живопис от това време (Ченини).
Не е ясно дали във византийската живопис е било практикувано използването на т.нар. „картони“ (от италианската терминология по-късно)- предварителни рисунки в мащаба на стенописта. До времето на Джото западноевропейските художници също не са използвали „картони“, но след XIV в. те станали неотменима част от творческия процес. По-вероятно е обаче, използването на определени метрични зависимости, които подробно са описани в ерминиите.
Техниката на стенописта през Средновековието се състои в полагане на основни тонове и последващо изсветляване с добавка на бяла в локалните цветове. Когато се работело върху влажна мазилка, е била добавяна гасена вар, а върху суха – креда или оловна бяла. При завършване на моделирането се поставяли бликове с чиста бяла боя и подчертавали контурите и по-тъмните места.
Широко е било използвано позлатяване върху стенописите – на ореоли, орнаменти. Работело се е, както с чисто злато, така и с негови имитации – покрити с жълт лак сребро, калай, или калай покрит със злато (Ченини). Златото се поставяло върху специален грунд и най-често залепвано със специален лак (mordant). Предпочитанията към пигментите е било свързано с тяхната устойчивост в алкална среда – натурални земни глини или получавани по изкуствен начин в резултат на изпичане.
Втора по значение след стенописта, в периода VI -XV в., е техниката на мозайката. Тя се отличава съществено от античната. За разлика от нея – изпълнявана обикновено с естествени камъни, византийските майстори използвали голямо разнообразие от изкуствено получени мозаични кубчета, оцветени изкуствено и такива, получени със злато (мозайките в Равена, Венеция, Рим, Константинопол и др.). На територията на Западна Европа техническите възможности на византийските традиции се обогатяват – мозаичните кубчета са стъкловидни маси с до 20 – 30 оттенъци на цвета, а за оцветяването им били използвани различни метални окиси.
Изкуството на витража дължи най-високите си постижения през Средновековието на развитието му в страните от Западна Европа (описано е от Теофилус, Ераклиус, Ченини, в Болонския манускрипт). Най-разпространено е било във Франция и Германия още през VII в., когато много византийски майстори се преселили във Франция и други страни, пренасяйки по този начин големите византийски традиции.
Най-разпространената 'кавалетна техника е свързана с рисуването на култови изображения – икона и миниатюри. По време на иконоборческия период голям брой византийски художници се преселват в страни от Западна и Източна Европа, Русия. По тази причина след XIII в. изкуството в тези страни придобива свой характерен облик